# Wilmer Worthington MacElree
Wilmer Worthington MacElree auch in der Schreibvariante Wilmer W. MacElree (* 17. Dezember 1859 in West Chester, Chester County, Pennsylvania; † 16. Januar 1960 ebenda) war ein US-amerikanischer Jurist, Historiker sowie Schriftsteller.

## Leben

### Familie und Ausbildung
Der  presbyterianisch getaufte Wilmer Worthington MacElree, Sohn des in Irland geborenen, 1847 nach Lancaster County im Bundesstaat Pennsylvania ausgewanderten, 1852 nach West Chester übergesiedelten Lehrers und Kaufmanns James MacElree (1825–1924) sowie dessen Ehegattin Mariah geborene Buffington (1818–1890), besuchte die öffentlichen Schulen in seiner Heimatstadt West Chester. Im Anschluss absolvierte er Sprachlehrgänge an der Hunter Worrall's Classical School sowie eine juristische Ausbildung beim Advokaten John James Pinkerton (1836–1910).
Wilmer Worthington MacElree heiratete am 18. Januar 1884 in West Chester Ella geborene Eyre. Aus dieser Verbindung entstammten drei Kinder, darunter der erfolgreiche Anwalt James Paul MacElree (1887–1972). Der dem Independent Order of Odd Fellows, dem Order Knights of Pythias beigetretene Wilmer Worthington MacElree, überzeugter Anhänger der Republikaner, verstarb im Januar 1960 im Alter von 100 Jahren.

### Beruflicher Werdegang
Nachdem Wilmer Worthington MacElree im Jahre 1880 das Anwaltspatent erhalten hatte, führte er bis zu seinem 93. Lebensjahr eine Kanzlei in der West Market Street in West Chester. Zusätzlich war er in den Jahren 1897 und 1906 als District Attorney von Chester County eingesetzt.

### Schriftstellerische Tätigkeit
Der historisch interessierte Wilmer Worthington MacElree, führendes Mitglied der Chester County Historical Society, trat im Besonderen mit Beiträgen betreffend seine Heimatregion hervor.

## Publikationen
- Court room and steeple, Morning Republican print, West Chester, Pa, 1901.
- Shadow-shapes, F.S. Hickman, printer, West Chester, Pa, 1904.
- Along the western Brandywine, F.S. Hickman, printer, West Chester, Pa, 1912.
- Down the Eastern and Up the Black Brandywine, F.S. Hickman, printer, West Chester, Pa, 1912.
- Side lights on the bench and bar of Chester County, West Chester, Pa, 1918.
- Around the Boundaries of Chester County, West Chester, Pa, 1934.
- The trial of Jesus, Biehn, West Chester, Pa, 1940.
- Manors of Chester county, Chester County Historical Society, West Chester, Pa, 1944.
- West Chester 100 years ago : an address delivered -- to the members of the Chester County Historical Society on April 18, 1944, Chester County Historical Society, West Chester, Pa, 1944.
- West Chester through the mists of the years, Chester County Historical Society, West Chester, Pa, 1949.